# Trường Trung học phổ thông Nguyễn Hữu Huân
Trường Trung học phổ thông Nguyễn Hữu Huân là một Trường Trung học phổ thông công lập tại Thành phố Hồ Chí Minh được đặt tên theo tên sĩ phu yêu nước Nguyễn Hữu Huân. Được thành lập từ năm 1962 với tên gọi ban đầu là Trường Trung học Thủ Đức và Trường Trung học Hoàng Đạo, đây là một ngôi trường có lịch sử lâu đời và có chất lượng giáo dục tốt nhất trên địa bàn Thành phố Thủ Đức và nằm trong top những trường có điểm chuẩn đầu vào caovà chất lượng giáo dục tốt nhất tại Thành phố Hồ Chí Minh.

## Lịch sử hình thành
Trường Trung học phổ thông Nguyễn Hữu Huân được thành lập vào năm 1962- 1963, nhưng mãi đến năm học 1965-1966, trường mới được ban Doanh lý kiến thiết Đại Học Thủ Đức đồng ý cho Bộ Quốc Gia Giáo Dục mượn một lô đất tọa lạc trong 4 con đường dùng làm cơ sở cho Trường trung học Thủ Đức
Hiện tại Trường Nguyễn Hữu Huân được bao quanh bởi 4 con đường : Đoàn Kết, Chu Mạnh Trinh, Bác Ái và Võ Văn Ngân. Địa chỉ trước đây của trường là số 1, nay đổi lại là số 11 đường Đoàn Kết, phường Bình Thọ, Thành phố Thủ Đức.
Trường được xây dựng mới, khởi công vào ngày 3 tháng 9 năm 2003, khánh thành vào năm học 2005 với tổng kinh phí là 19 tỷ 272 triệu đồng, gồm 37 phòng học, 3 phòng thí nghiệm Lý-Hóa-Sinh, 2 phòng Vi tính, 2 phòng Lab, 1 phòng nghe-nhìn và hơn 10 phòng chức năng khác.

## Tên gọi qua các năm
| Năm            | Tên gọi                                               |
| -------------- | ----------------------------------------------------- |
| 1962-1973      | Trường Trung học Thủ Đức                              |
| 1973-1975      | Trường Trung học Hoàng Đạo                            |
| 10/1975 - 1980 | Trường Phổ thông cấp III Nguyễn Hữu Huân              |
| 1980-1993      | Trường Phổ thông trung học Nguyễn Hữu Huân            |
| 1993-2000      | Trường Phổ thông trung học chuyên ban Nguyễn Hữu Huân |
| 2001 đến nay   | Trường Trung học phổ thông Nguyễn Hữu Huân            |

## Giảng dạy, đào tạo

### Tuyển sinh
Trường thực hiện tuyển sinh đầu cấp hệ chuyên và không chuyên theo kết quả Kỳ thi tuyển sinh vào lớp 10 chung của Thành phố Hồ Chí Minh. Những năm về trước, học sinh ngay từ năm học đầu tiên đã được đăng ký phân chia theo ban để phù hợp với nguyện vọng tham gia xét tuyển các khối trong kì thi Tuyển sinh đại học.

### Mô hình đào tạo
Trường THPT Nguyễn Hữu Huân là 1 trong 7 trường THPT duy nhất tại Thành phố Hồ Chí Minh có đào tạo hệ chuyên. Trường tổ chức giảng dạy 2 buổi đồng thời lớp thường, lớp chuyên (Ngữ văn, Tiếng Anh, Toán, Hoá học, Vật lý) và các lớp Tích hợp theo chương trình Cambridge. Ngoài các môn học thường, học sinh cũng được rèn luyện những môn thể chất như Bóng đá, Bóng chuyền, Bóng rổ, Cầu lông và các môn ngoại ngữ tự chọn như Tiếng Nhật và Tiếng Hàn.

## Thành tích

### Thành tích chung
- Năm 2013, Trường được trao tặng Huân chương lao động hạng ba.
- Nhiều năm được công nhận Tập thể lao động xuất sắc.
- Được Ủy ban nhân dân Thành phố Hồ Chí Minh trao tặng Cờ thi đua xuất sắc.
- Tỉ lệ học sinh tốt nghiệp THPT đạt 100% nhiều năm liền.
- Nằm trong top 100 và 200 trường THPT có tỉ lệ học sinh đạt điểm cao đậu vào các trường đại học, được Trường Đại học Quốc gia Thành phố Hồ Chí Minh áp dụng hình thức ưu tiên xét tuyển[7].
- Hằng năm có các học sinh là thủ khoa đầu vào của các trường đại học trên cả nước.
- Hằng năm, học sinh trường luôn đạt nhiều thành tích cao trong các kì thi như Kì thi Học sinh giỏi cấp thành phố, Cuộc thi Olympic truyền thống 30 tháng 4, Hội thi Nghiên cứu khoa học cấp thành phố,…

### Thành tích trong các kì thi[8]
Kì thi Học sinh Giỏi cấp thành phố
| Năm học   | Tổng giải nhận được | Giải nhất | Giải nhì | Giải ba |
| --------- | ------------------- | --------- | -------- | ------- |
| 2016-2017 | 74                  | 9         | 20       | 45      |
| 2017-2018 | 86                  | 13        | 22       | 51      |
| 2018-2019 | 62                  | 7         | 19       | 36      |
| 2019-2020 | 112                 | 15        | 37       | 60      |
| 2020-2021 | 159                 | 26        | 51       | 82      |

Hội thi Học sinh Giỏi Olympic miền Nam
| Năm học   | Tổng huy chương nhận được | Huy chương vàng | Huy chương bạc | Huy chương đồng |
| --------- | ------------------------- | --------------- | -------------- | --------------- |
| 2016-2017 | 23                        | 4               | 8              | 11              |
| 2017-2018 | 23                        | 3               | 7              | 13              |
| 2018-2019 | 23                        | 7               | 6              | 10              |
| 2020-2021 | 23                        | 1               | 10             | 12              |

 Hội thi Olympic Tháng tư Thành phố Hồ Chí Minh
| Năm học   | Tổng huy chương nhận được | Huy chương vàng | Huy chương bạc | Huy chương đồng |
| --------- | ------------------------- | --------------- | -------------- | --------------- |
| 2016-2017 | 49                        | 20              | 15             | 14              |
| 2017-2018 | 52                        | 25              | 17             | 10              |
| 2018-2019 | 56                        | 12              | 28             | 16              |
| 2020-2021 | 130                       | 36              | 53             | 41              |

Hội thi Nghiên cứu Khoa học cấp Thành phố
| Năm học   | Tổng giải nhận được | Giải nhất | Giải nhì | Giải ba |
| --------- | ------------------- | --------- | -------- | ------- |
| 2019-2020 | 4                   | -         | -        | 4       |
| 2020-2021 | 4                   | 1         | 3        | -       |

## Cơ sở vật chất
Trường có diện tích 16500 m2 với 55 phòng học được trang bị hiện đại, 4 phòng máy vi tính, Phòng thực hành Lý-Hoá-Sinh, phòng STEM cùng Nhà thi đấu đa năng và sân bóng rổ.

## Hoạt động ngoại khoá
Ngoài việc dạy và học, trường còn nổi tiếng với rất nhiều hoạt động ngoại khoá và lễ hội truyền thống hằng năm. Hiện nay, trường có gần 30 câu lạc bộ - đội - nhóm để học sinh tự do tham gia ngoài giờ học chính khoá.

### Hoạt động truyền thống của trường
- Hội trại tiếp nhận học sinh khối 10[10]
- Hội chợ dân gian[11][12]

### Câu lạc bộ[13]
- CLB Bóng rổ (NHH Basketball Club)
- CLB Bóng chuyền (NHH Volleyball Club)
- CLB Bóng bàn (NHH Table Tennis)
- CLB Báo chí
- CLB nhạc cụ Sugie Band
- CLB Diatonic Band
- CLB Sinh học
- CLB Hoá học (NHH Chemistry Club)
- CLB Hoa Ngữ
- CLB Thiết kế đồ hoạ (Grader Studio)
- CLB Tranh biện (The Flames)
- CLB Tiếng Anh (NHH English Club)
- CLB Môi trường (WECO)
- CLB Nhiếp ảnh (NHH Photography Club)
- CLB Mèo Đi Hia
- CLB Cờ Vua (NHHCO)
- CLB Kịch (The Actopus)
- CLB Tin học (NHH IT Club)
- CLB Olympia (Mega Knowledge)
- CLB Cổ động (Phoenix Cheering Team)
- CLB Giáo dục giới tính (TheReal Club)
- CLB Mỹ thuật (NHH Art Club)
- CLB Anime & Manga NHHÀ (A&M)
- CLB De'Apis
- CLB Hội nghị Mô phỏng Liên Hợp Quốc (NYO MUN)